# Chenpi
Le chenpi (chinois simplifié : 陈皮 ; pinyin : chénpí), aussi appelé couramment jupi (chinois : 橘皮 ; pinyin : júpí ; litt. « peau d'orange »), et chinpi au Japon, est une pelure de mandarine utilisée comme condiment dans la cuisine chinoise et la médecine traditionnelle. Il est mis à vieillir, stocké à l'abri de l'humidité. En bouche, il a un goût légèrement sucré avant de devenir âcre et l'arrière-goût est amer.

## Histoire
La tradition de collecter les pelures d'agrumes remonte à la dynastie Song et dure depuis sept cents ans. Le chenpi était très populaire jusqu'aux dynasties Ming et Qing. Il était transporté par navire jusqu'aux provinces étrangères par des marchands de Xinhui dans la province du Guangdong. À cause de ses propriétés médicinales, Ye Gui (1667-1746), un célèbre médecin durant la dynastie Qing, le prescrivait dans un traitement appelé « décoction aux deux remèdes anciens » (二陈汤, èr chén tāng). Le commerce du chenpi a apporté la prospérité aux paysans de Xinhui ainsi qu'aux personnes s'occupant de la transformation et de la logistique de cette chaîne de production alimentaire. Toutefois, il y a eu un déclin dans le marché au cours des années 1990 mais depuis décembre 2002, avec le soutien du Bureau de l'Agriculture de Xinhui et de la Fédération du Commerce, les producteurs ont participé à la création d'une association industrielle du chenpi. Le chenpi a regagné en popularité depuis.

## Production

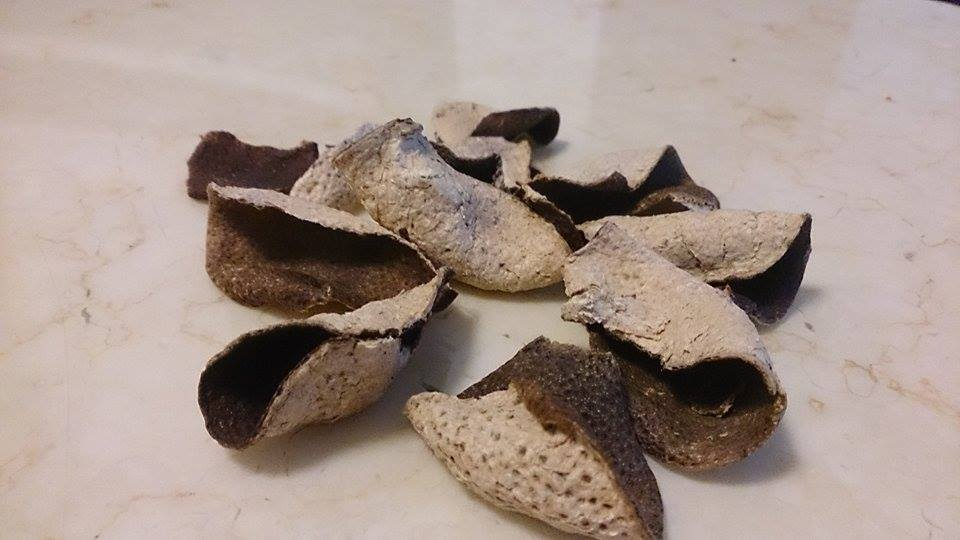
Pelures de mandarine séchées par le soleil.

Les mandarines sont lavées puis soigneusement épluchées de sorte que le jus du fruit ne détériore pas la qualité des pelures. Elles sont ensuite mises à sécher au soleil. Puis elles sont stockées dans un endroit sec et frais ou à l'abri de l'air et remises à sécher régulièrement. Après plusieurs années de vieillissement, on parle de chenpi.

### Indication géographique protégée
Le chenpi de Xinhui 新会陈皮 (Xinhui Chenpi) 中国广东省 (Province du Guangdong, Chine) ou Peau de mandarine séchée au soleil de Xinhui est une Indication géographique protégée chinoise reconnue par l'Union Européenne (annexe V, N°128) dans l'accord du 4 décembre 2020. Le cahier des charges 地理标志产品 新会陈皮 (Produit d'indication géographique Xinhui Chenpi) 70-2021 impose une mesure de la teneur en hespéridine, nobilétine et la tangerétine (6.2.2) selon les types définis (peau verte orange, peau rougeâtre, etc.) et un contrôle organoleptique (arôme épicé et parfumé, goût piquant et doux) et l'utilisation de méthodes de lutte biologique contre les ravageurs, l'utilisation d'agents biologiques non toxiques, sans résidus et sans odeur.

## Commercialisation

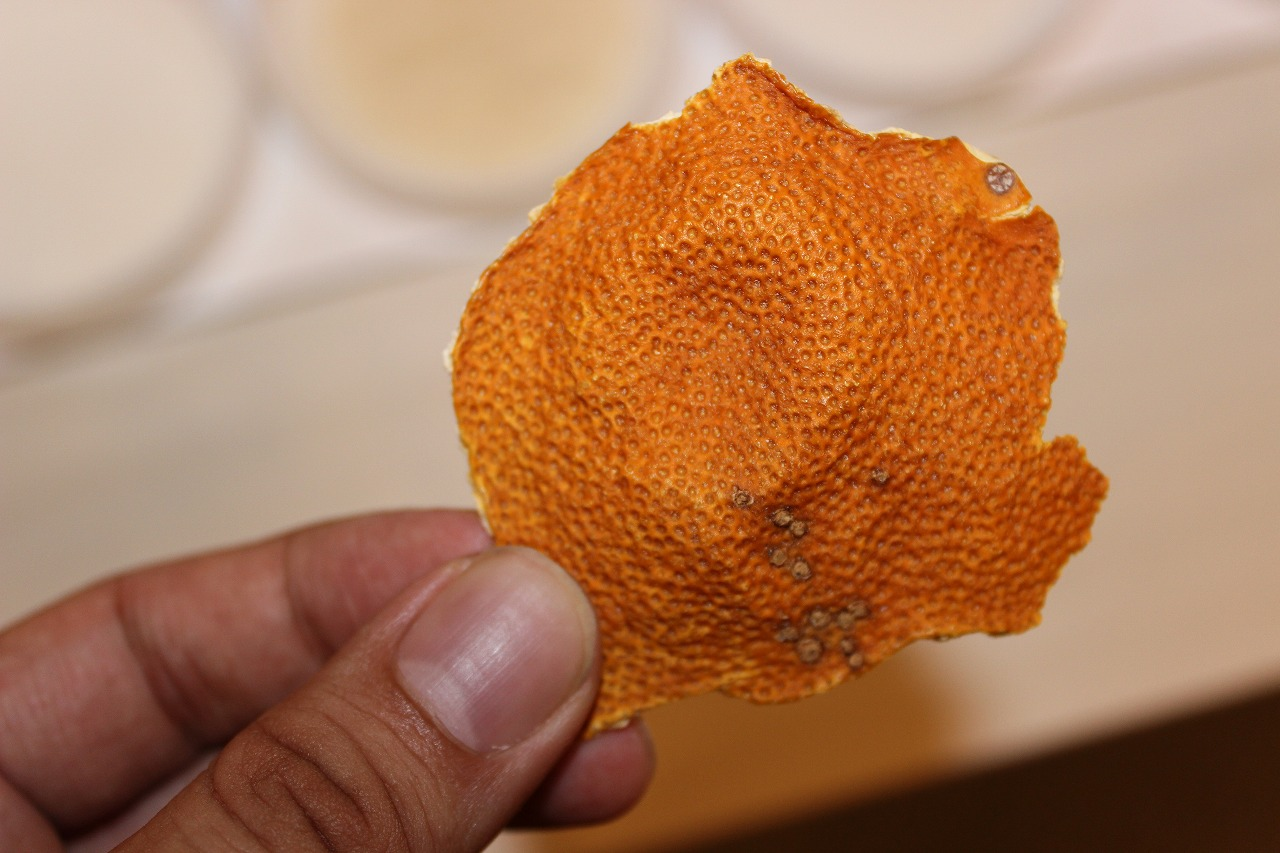
Pelure de mandarine séchée.

Les pelures entières d'agrumes sont disponibles sur la plupart des herboristeries et les boutiques de produits spécialisés. Certains magasins vendent aussi de la poudre de pelure ou des capsules.
À partir de l'année 2010, les aires résidentielles et commerciales se sont développées en Chine. De nombreuses terres agricoles, en particulier celles de Xinhui, se sont rétrécies, ce qui a affecté le commerce des agrumes de Xinhui et l'approvisionnement en chenpi. C'est l'un des facteurs majeurs à la hausse de son prix.
Le prix du chenpi croît avec son âge. D'après les données de la fin de l'année 2014, le chenpi de Xinhui d'un an coûte environ 140 dollars hongkongais par kilogramme et environ 600 à 800 dollars hongkongais pour du chenpi vieux de dix ans. Le chenpi stocké pendant plus de vingt ans peut atteindre presque 24 000 yuans par kilogramme. Du chenpi de soixante-cinq ans coûte même jusqu'à 23 000 yuans par tael (両). Le prix de gros du chenpi atteint 40 à 70 dollars hongkongais par livre*,.
Le chenpi de grande taille avec une peau rouge foncé, un intérieur blanc, recelant beaucoup d'huile essentielle dans sa chair et une fragrance lourde et âcre est de la meilleure qualité.
En général, un chenpi vieilli est de plus haute qualité. C'est aussi la raison pour laquelle il est appelé chenpi, ce qui signifie littéralement « vieille pelure ». Puisque les produits de Xinhui sont de meilleure qualité grâce à un bon approvisionnement en agrumes, ils sont souvent appelés xinhui chenpi (新会陈皮, xīnhuì chénpí) ou guang chenpi (广陈皮, guǎng chénpí). Il est normalement émincé avant d'être servi et présenté dans sa forme brute. L'absence de normalisation amène sur le marché des chenpi de toutes provenances, sans garantie, voire artificiellement vieillis et colorés par du thé. C'est pourquoi une proposition de traçabilité et l'identification de l'authenticité (origine géographique, cultivar et durée de vieillissement) a été faite en 2024 pour protéger les consommateurs des prix injustifiés, des produits de basse qualité et potentiellement dangereux.

## Composition chimique
Le chenpi contient des huiles volatiles, de la nobilétine, de l'hespéridine, de la néohespéridine, de la tangéritine, de la citromitine, de la synéphrine, du carotène, de la cryptoxanthine, de l'inositol, de la vitamine B1 et de la vitamine C. Chen et al. (2022) identifient une centaine de composés dont des flavonoïdes, des huiles volatiles, de la citrulline, des alcaloïdes, des polysaccharides de pectine et divers bioactifs. Les analyses métabolomiques de Wenling Zhang et al. (2024) identifient 781 composés appartenant à plus de 19 groupes, les flavonoïdes et les acides phénoliques sont dominants (48 %) suivis des acides aminés (8 %), des alcaloïdes (7 %)... chez le chenpi de Citrus reticulata cv. ‘Dahongpao’, la teneur totale en flavonoïdes et en phénols atteint un optimum marqué dans les chenpi de 5 ans puis diminue par la suite. 
L'herbologie traditionnelle chinoise emploie des extraits alcooliques de diverses pelures du genre Citrus pour améliorer la santé, notamment celles de la mandarine (Citrus reticulata ‘Blanco’) et de l'orange amère (Citrus aurantium). Le séchage pendant plusieurs années améliore la teneur totale en flavonoïdes et l'activité antioxydante et leur efficacité chez la mandarine (C. reticulata cv ‘Chachi’ séchée trois ans), parmi les composés volatils identifiés, un alcaloïde (la synéphrine), 3 acides phénoliques et 5 flavonoïdes (narirutine, hespérisé grossièrement est utilisé dans les sauces ou comme condiment.  Xie Xiaoyu (2025) dans sa description clinique des effets du chenpi de mandarine dans le traitement de la néphropathie diabétique  décrit un mécanisme multicomposant, multicible et multivoie : l'hespéridine, la nobilétine, la naringénine, etc. exercent leurs effets thérapeutiques en régulant l'inflammation, le stress oxydatif et les voies de signalisation associées.

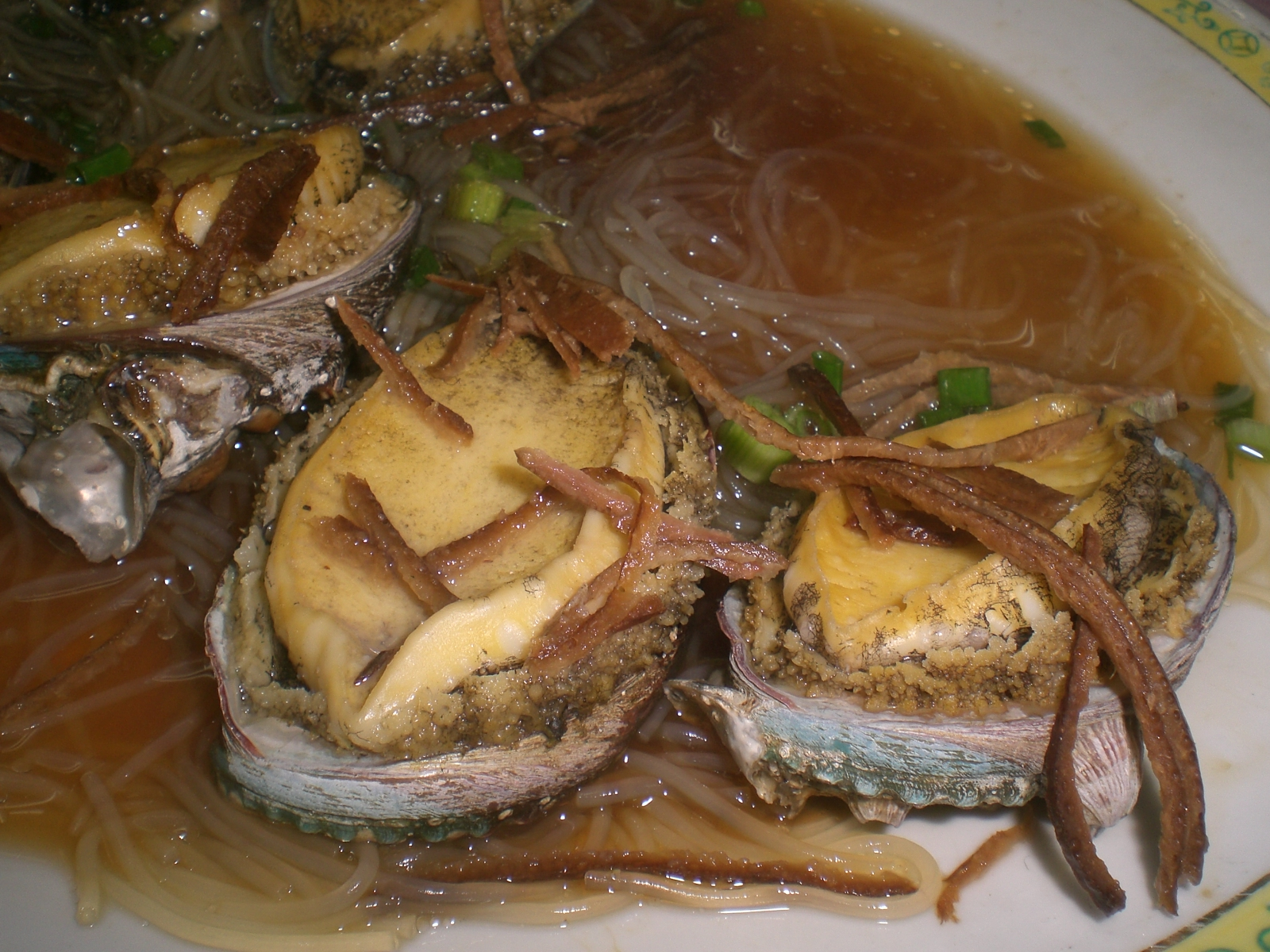
Haliotis à la vapeur garnies de pelures de mandarine.

Le chenpi est parfois employé dans certains tong sui, notamment dans la soupe de haricots rouges ou celle de haricots mungo. Il est utilisé pour préparer le poulet croustillant à l'orange du Hunan. Il sert aussi à garnir des gâteaux de lune ou à parfumer du vin. Boire une infusion de chenpi serait aussi bénéfique pour les maux de gorge. Il existe des plats célèbres tels que le porridge de chenpi (陈皮粥, chénpí zhōu), le canard au chenpi (陈皮鸭, chénpí yā) et le pigeon au chenpi (陈皮鸽松, chénpí gēsōng).
Le chenpi réhydraté par trempage dans l'eau froide jusqu'à ramollissement est consommé en petite quantité (50 g par jour au plus) l'été. On lui prête diverses vertus (dont celle de combattre la mauvaise haleine). Les prunes farcies au chenpi font partie des exportations chinoises : le 陈皮梅子 (chénpí méizi) est fait de base de prune verte farcie de chenpi, de réglisse et de sucre.

### En médecine traditionnelle chinoise
Le chenpi est un ingrédient courant de la médecine traditionnelle chinoise. Dans la médecine traditionnelle chinoise, il est qualifié de « chaud ». Les pelures séchées de fruits sont utilisées pour réguler le qi, fortifier la rate, éliminer l'humidité et aussi traiter les problèmes de distension abdominale, améliorer la digestion et réduire les glaires. Elle résoudrait les problèmes digestifs en éliminant les gaz intestinaux et en soulageant les ballonnements. Le chenpi pourrait aussi améliorer les problèmes de douleur, d'appétit, de vomissements et de hoquet. Ses extraits alcooliques soulageraient les expectorations abondantes.
D'après des études pharmacologiques, le chenpi a des propriétés bioactives qui empêchent les contractions des muscles lisses de l'appareil gastro-intestinal, les ulcères gastriques et les sécrétions d'acide gastrique. Il a un effet stimulant sur le muscle cardiaque et augmente la circulation dans les artères coronaires. De plus, il a un effet anti-allergique et anti-bactérien.
Il y a un médicament célèbre préparé à partir de chenpi et appelé « vésicule biliaire de serpent et poudre de pelure de mandarine » (蛇胆陈皮, shédǎn chénpí). Une de ses fonctions est de traiter les « vents chauds » qui affectent les poumons humains, qui peuvent causer fièvre, toux, expectoration de glaires et difficultés à respirer. La poudre pourrait aussi traiter les séquelles de « déséquilibre » du cœur.

### Précautions d'utilisation
Lorsque le chenpi est utilisé avec des caroténoïdes, la toxicité subaiguë orale grimpe. Les aliments riches en carotène comprennent les patates douces cuites, les carottes cuites, les légumes vert foncé cuits (par exemple, les épinards), etc.. Il devrait être utilisé avec précaution sur les patients souffrant de vomissements de sang. Une utilisation prolongée à haute dose peut finir par abîmer le qi.
La médecine chinoise traditionnelle recommande la prudence lorsque le chenpi est utilisé malgré des « symptômes rouges » tels qu'une langue rouge ou une rougeur du visage. De plus, les femmes enceintes et toutes celles qui connaissent des problèmes menstruels devraient l'utiliser avec précaution. De petites doses peuvent conduire à une inhibition des contractions de l'utérus alors que de fortes doses causeraient leur stimulation.